# Jettenhofen

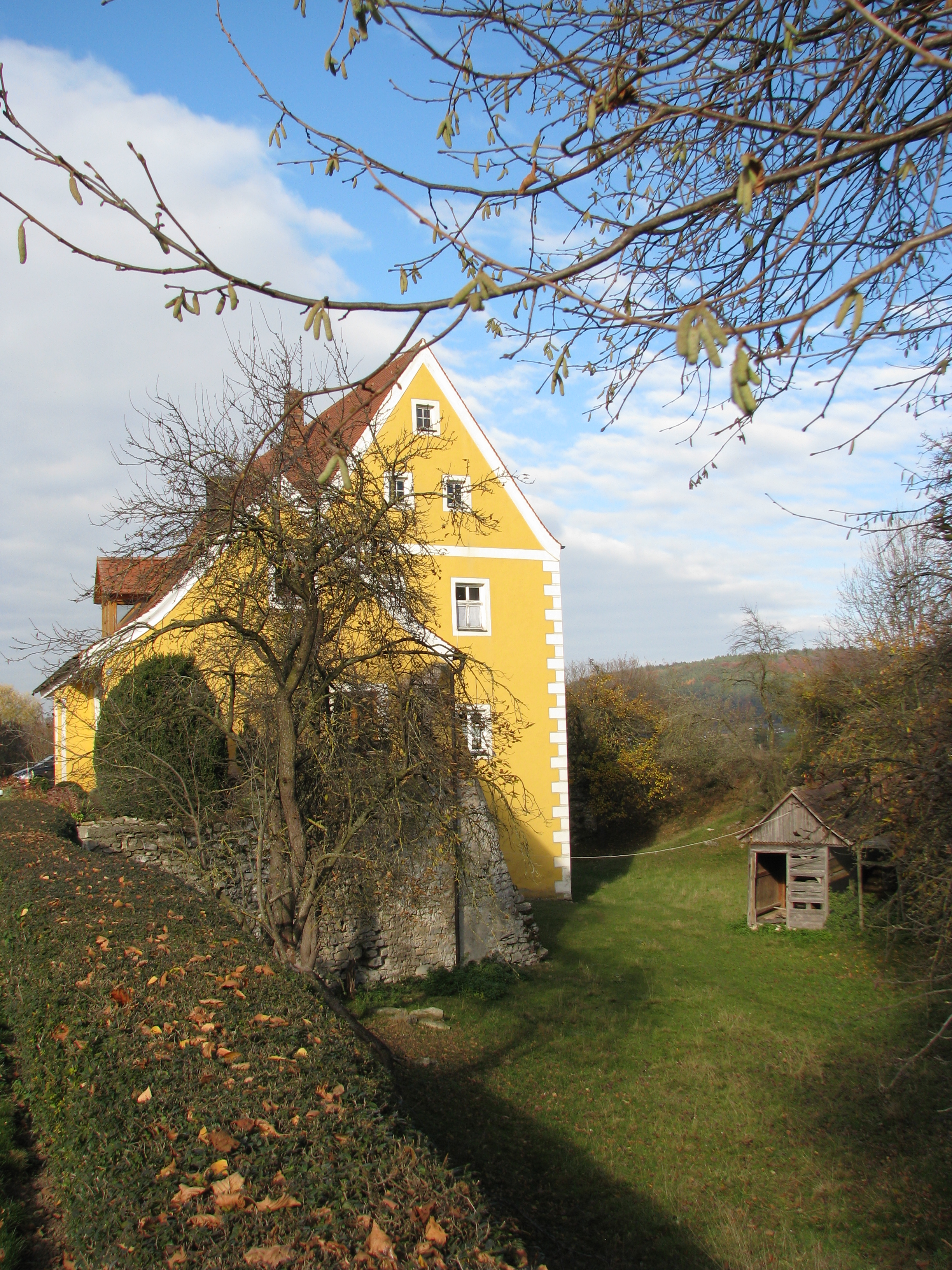
Wohnbau des ehemaligen Schlosses, ab 1562 errichtet.

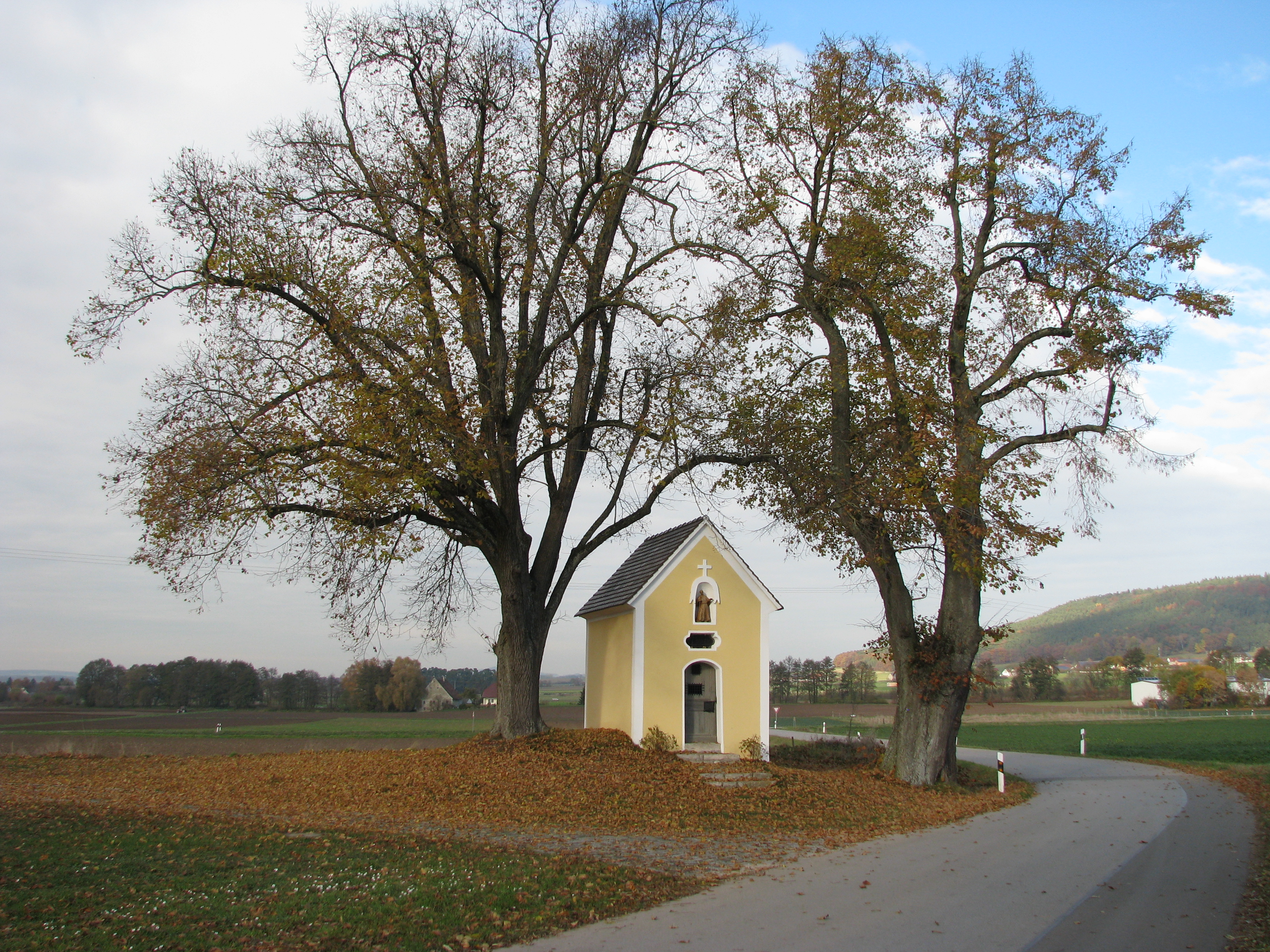
Kapelle im Osten des Dorfes

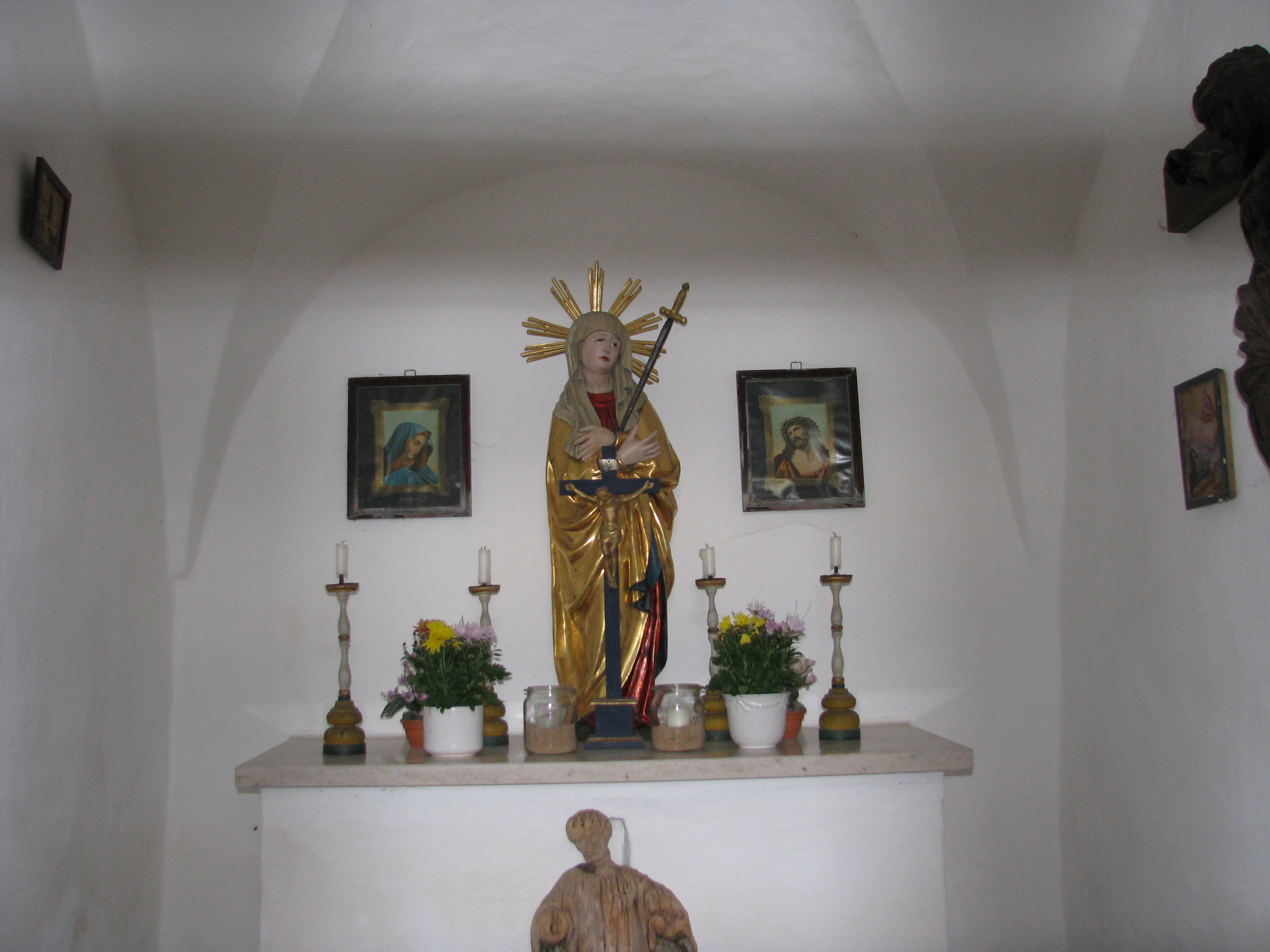
Blick in die Kapelle

Jettenhofen ist ein Gemeindeteil der Stadt Freystadt im Landkreis Neumarkt in der Oberpfalz in Bayern.

## Lage
Der Weiler liegt auf 421 bis 433 m ü. NHN, östlich der Schwarzach. Er ist von Burggriesbach her über die Jettenhofener Straße und von Lauterbach her über eine Gemeindeverbindungsstraße zu erreichen.

## Geschichte
Felix Mader bezieht die Kirchweihe des Eichstätter Bischofs Gundekar II. um 1060 in „Outinhofen“ auf das heutige Jettenhofen. In Urkunden von 1245 und 1248 erfährt man, dass in Jettenhofen bereits damals ein Schloss stand, das ein Heinrich von Uttenhofen besaß. Das Schloss war jahrhundertelang ein Einödschloss, erst nach 1708 entwickelte sich beim Schloss ein Weiler. Der Besitz war ursprünglich zweigeteilt in ein bischöfliches Lehen und in ein freies Eigen. Das Geschlecht der Uttenhofer starb um 1447 aus; zwischenzeitlich war das Schloss Jettenhofen bereits in andere Hände übergegangen, nämlich an das Adelsgeschlecht der Seckendorffer und ab 1375 an die Schenken von Geyern. Als Nachbesitzer des kinderlosen Hans Schenk, genannt „der Lange“, trug der Ritter und Eichstätter Hofmeister Hieronymus von Rosenberg den Eigenanteil des Schlosses 1492 dem Bischof Gabriel von Eyb zu Lehen auf. Zum Schloss mit Vorhof gehörten zu dieser Zeit 75 Tagewerk Wiesen, vier Baumgärten beim Schloss, vier Weiher, eine sehr große Schäferei (700 bis 800 Schafe), Waldungen mit Wildbann und Vogelherde; zur Herrschaft gehörte außerdem Besitz in 23 Dörfern der Umgebung.
Als Hieronymus von Rosenberg 1507 ohne männliche Nachkommen starb, übernahmen die Söhne seines Bruders Leonhard, nämlich Konrad und Philipp, die Herrschaft Jettenhofen. Sie veräußerten den Besitz mit Einwilligung des Lehenherren 1530 an die Herren von Hirnheim. Diese erbauten 1562 den noch heute stehenden Schloss-Wohnbau. Nach ihrem Aussterben 1585 fiel das Schloss als erledigtes Lehen an den Bischof von Eichstätt heim, der es nicht mehr als Lehen ausgab, sondern 1586 im Schloss ein hochstiftisches Kastenamt installierte. Der Kastner – der erste hieß Paulus Mangold – war zugleich bischöflicher Vogt unter dem Pfleger von Obermässing, der die Hochgerichtsbarkeit ausübte.
Das Hofgut wurde vom Bischof an Bauern vergeben. 1708 verkaufte es die bischöfliche Hofkammer an Hans Geidl von Forchheim und Hans Rupp von Meckenhausen unter der Bedingung, dass diese den Hof in vier Teile zerlegen. Von 1736/37 an gab es diese vier Viertelhöfe und ein Hirtenhaus.
Zwischen dem Kurbayern und dem Hochstift Eichstätt war es immer wieder zu Auseinandersetzungen über den Grenzverlauf im Süden des kurfürstlichen Schultheißenamtes Neumarkt. Zwar wurde in einem 1523 geschlossenen Vertrag Jettenhofen dem Hochstift zugesprochen, aber erst ein am 30. Januar 1767 geschlossener Staatsvertrag sorgte in den hoheitsrechtlichen und fiskalischen Fragen für klare Verhältnisse. Unter den Orten, die dem Hochstift zugeteilt wurden, war, wie schon zuvor, das Schloss Jettenhofen. Das dortige Kastenamt verwaltete seit circa 1690 zugleich die eichstättische Hofmark Thannhausen.
Nach der Säkularisation des Hochstiftes kamen Weiler und Schloss 1802 an den Großherzog Ferdinand III. von Toskana. Dieser verkaufte 1804 das Schloss samt den dazugehörenden Grundstücken; später wechselten die Besitzer einige Male. Im neuen Königreich Bayern (1806) wurde der Weiler Jettenhofen zusammen mit Lauterbach, Burggriesbach und der Schneemühle 1809 zum Steuerdistrikt und 1811 zur Ruralgemeinde Burggriesbach im Landgericht und Rentamt Beilngries zusammengefügt. Mit dem Gemeindeedikt von 1818 bildete Lauterbach zusammen mit Jettenhofen eine Ruralgemeinde, der 1857 Schmellnricht hinzugefügt wurde.
1808 gab es im Weiler mit seinen sechs Häusern acht Pferde und acht Ochsen. Später war der Umfang der Landwirtschaft für den Weiler nicht unbedeutend: 1875 wurden 60 Stück Rindvieh, allerdings kein Pferd gehalten; in der Gemeinde Lauterbach gab es zu dieser Zeit insgesamt zehn Pferde und 271 Stück Rindvieh.
Mit der Gebietsreform in Bayern wurde die Gemeinde Lauterbach aufgelöst und Jettenhofen zum 1. Juli 1972 in die Stadt Freystadt des oberpfälzischen Landkreises Neumarkt eingemeindet.
Siehe auch Schloss Jettenhofen

### Einwohnerentwicklung
- 1830: 30 (6 Höfe)[12]
- 1875: 38 (28 Gebäude)[11]
- 1900: 31 (8 Wohngebäude)[13]
- 1937: 36[14]
- 1950: 34 (8 Anwesen)[12]
- 1961: 43 (9 Wohngebäude)[15]
- 1978: 37[16]
- 1987: 24 (6 Wohngebäude, 7 Wohnungen)[17]
- 2012: 40[18]

## Katholische Kapelle Mater Dolorosa
Der Weiler gehört zur katholischen Pfarrei Burggriesbach. Die Kapelle Mater Dolorosa, am östlichen Weilerrand an der Straße nach Burggriesbach gelegen, wurde in der Barockzeit errichtet.
Eine einstmals vorhandene Schlosskapelle unbekannter Erbauungszeit war schon 1799 nicht mehr vorhanden.

## Baudenkmäler
Außer dem ehemaligen Schloss-Wohnbau von 1562 und der Kapelle Mater Dolorosa gelten die Bauernhäuser (Wohnstallbauten) Jettenhofen 2 aus dem 18. Jahrhundert und Jettenhofen 5 vom Anfang des 19. Jahrhunderts als Baudenkmäler.

## Persönlichkeiten
- Constantin Reindl (1738–1799), Theologe, Komponist und Musikpädagoge